# El sueño de una noche de verano
 (novembre 2015).

El sueño de una noche de verano est une comédie musicale créée en 1986 sur base de la pièce de théâtre  Songe d'une nuit d'été de William Shakespeare. 
Elle a été mise en scène par Jorge Lavelli avec la collaboration de Dominique Poullange, sur une musique d'Astor Piazzolla et interprétée au bandonéon par Richard Galliano, Roberto Lara et l'ensemble de Pari's Tango. La pièce a été présentée à partir du 18 octobre 1986 à la Comédie-Française, salle Richelieu.

## Les musiciens
- Interprétation : l'ensemble Pari's Tango
- Direction musicale, piano et chant : Susanna Lago
- Coordination musicale et guitare : Narcisso Omar Espinosa

- Bandonéons solistes : Richard Galliano et Roberto Lara
- Contrebasse : Pierre Mortarelli
- Chant : Michel Aumont (Nicholas Bottom), Simon Eine (Obéron), Richard Fontana (Puck), Alberte Aveline (La Fée), Thierry Hancisse (un Fée) et Laurent Blanchard, André Laboret, Yann Piton, Bruno Valour, Vincent Vernillat (les Fées)

## Les pistes
1. Ouverture
2. Sensuel
3. Dansée
4. Cloche
5. Milonga
6. Puck Arrabal
7. Artisane I
8. Introduction et Berceuse
9. Bottom
10. Obéron final
11. Duo I
12. Murmullo Sensuel
13. Sombrio
14. Abstract
15. Artisane II

## Édition
- SPI Milan disques AG (Suisa)
- CD CH 294  RC 650